# یواس‌اس جورج ام کمپ‌بل (دی‌ای-۷۷۳)
یواس‌اس جورج ام کمپ‌بل (دی‌ای-۷۷۳) (به انگلیسی: USS George M. Campbell (DE-773)) یک کشتی بود که طول آن ۳۰۶ فوت (۹۳ متر) بود. این کشتی در سال ۱۹۴۴ ساخته شد.